# Compagnie franco-espagnole du chemin de fer de Tanger à Fès
La compagnie franco-espagnole du chemin de fer de Tanger à Fès est une ancienne compagnie privée internationale entrée dans la formation de l'ONCF. Ses origines remontent à l'accord franco-allemand du 4 novembre 1911, qui exige que la priorité soit donnée à la construction de la ligne Tanger-Fès avant toute autre construction de ligne à caractère public au Maroc.

## La création de la compagnie
Diplomates français et espagnols concluent un premier protocole le 27 novembre 1912. La future compagnie aura un caractère international, le capital étant réparti à hauteur de 60 % pour la France et 40 % pour l'Espagne. D'âpres négociations fixent ensuite des quotas de nationalités pour le futur conseil d'administration et même pour le personnel, les règles comptables étant tout aussi complexes.
Sur les 315 kilomètres du parcours, 18 s'effectueront en zone internationale tangeroise, 93 en zone espagnole, et 204 en zone française.
La convention accordant la concession de la ligne est enfin signée par le sultan le 18 mars 1914, après avoir été sanctionnée par des lois françaises et espagnoles. Elle est adjugée à un consortium formé par la Compagnie générale du Maroc et la Compañia general española de Africa. Il faut cependant attendre le 26 juin 1916 pour que ces deux sociétés créent la Compagnie franco-espagnole du chemin de fer de Tanger à Fès. Le raison sociale de la société se trouvait à Meknès avec un capital de 15 millions de francs.

## La construction
Arrêtés par la guerre, les travaux reprennent timidement en 1919, puis à un rythme normal en 1921. Les régions traversées sont assez peu accidentées, et la construction ne pose pas de difficultés majeures.
Ouverture des différentes sections à l'exploitation :
| Date       | Section                               | Longueur   |
| 5/04/1923  | Fès-Sidi Kacem                        | 111,00 km. |
| 12/08/1925 | Sidi Kacem-Mechra Bel Ksiri           | 46,00 km   |
| 1/07/1926  | Mechra Bel Ksiri-Souq Larb'a al Gharb | 12,00 km.  |
| 25/07/1927 | Souq Larb'a al Gharb-Tanger           | 142,00 km. |

## Le matériel
- Locomotives à vapeur

| Type  | N° T.F.   | Provenance      | Arrivée | Constructeur          | N° Usine      | Année | Poids | Notes |
| 030   | 1         | PLM (RM) 1546   | 1921    | Koechlin              | 557           | 1860  |       |       |
| 030   | 2         | PLM (RM) 1862   | 1921    | Graffenstaden         | 476           | 1869  |       |       |
| 030   | 3         | PLM (RM) 1869   | 1921    | Schneider et Cie      | 1198          | 1868  |       |       |
| 030   | 4         | PLM (RM) 1874   | 1921    | Fives-Lille           | 1712          | 1869  |       |       |
| 030   | 5         | PLM (RM) 1930   | 1921    | Graffenstaden         | 662           | 1872  |       |       |
| 030   | 6         | PLM (RM) 1917   | 1924    | Ateliers PLM, Oullins | 59            | 1869  |       |       |
| 030   | 7         | PLM (RM) 2309   | 1924    | Fives-Lille           | 2004          | 1874  |       |       |
| 230   | 21        | PO 4266         | 1923    | North-British         | 21431         | 1916  |       |       |
| 230   | 22        | PO 4255         | 1923    | North-British         | 21420         | 1916  |       |       |
| 230   | 23        | PO 4252         | 1923    | North-British         | 21417         | 1916  |       |       |
| 230   | 24        | PO 4232         | 1923    | North-British         | 21397         | 1916  |       |       |
| 230   | 25 à 29   | PO 4221 à 4225  | 1924    | Ateliers PO, Tours    | 4221 à 4224   | 1916  |       |       |
| 141 T | 101 à 103 | PO 5386 à 5388  | 1924    | North-British         | 21251 à 21253 | 1917  |       |       |
| 141 T | 104 à 105 | PO 5397 à 5398  | 1924    | North-British         | 21262 à 21263 | 1917  |       |       |
| 141 T | 106 à 107 | PO 5365 et 5369 | 1925    | Batignolles           | 1968 et 1972  | 1914  |       |       |